# Ślęża
Ślęża es una montaña en las estribaciones de los Sudetes (en polaco: Przedgórze Sudeckie) en la Baja Silesia, a 30 km (19 millas) de Breslavia (en polaco: Wrocław), al sur de Polonia. Esta reserva natural construida en su mayoría de granito alcanza los 718 m de altura y esta cubierta de bosques.
La parte superior de la montaña tiene un Refugio de montaña turístico, un mástil de radio y televisión, una iglesia dedicada a María, y las ruinas poco visibles de la torre de un castillo de observación. La montaña y sus alrededores forman parte de la región de la zona protegida llamada Parque paisajístico de Ślęża .

### Montaña sagrada
Ślęża era un antiguo lugar sagrado para las tribus locales de la cultura Lusaciana, dedicado a una deidad solar, y siguió siendo un lugar sagrado durante la época cristiana. En la primera mitad del siglo XII, el propietario del lugar era el gobernador de los duques polacos, Piotr Włostowic, quien fundó allí un convento agustino que posteriormente se trasladó a Breslavia en 1153.